# Sandrines bladroller
De sandrines bladroller (Phlebozemia sandrinae) is een vlinder uit de familie bladrollers (Tortricidae). De wetenschappelijke naam voor deze soort is voor het eerst geldig gepubliceerd in 1985 door Diakonoff.
De soort komt voor in tropisch Afrika.
In een Nederlandse serre werd in 1983 een onbekende bladroller aangetroffen die schade aanrichtte aan bollen en bloemen van Nerine bowdenii Watson. Deze plant, ook kliplelie genoemd, is endemisch in Zuid-Afrika maar populair als sierplant in Europa. Het insect bleek een nieuwe soort te zijn, die tevens in een nieuw geslacht Phlebozemia werd geplaatst door Diakonoff. Na vergelijking van de Nederlandse insecten met nog niet onderzocht materiaal in het Transvaal Museum van Pretoria (Zuid-Afrika) kon bewezen worden dat de soort in Zuid-Afrika voorkomt en vandaar in Nederland was ingevoerd.